# Хионити
Вижте пояснителната страница за други значения на Хуни.
Хионитите (на латински: Chionites, Chionitae, Xionites, на средноперсийски: Xiyon, Avestan: Xiiaona; на китайски език 狁 yǔn o xūn, 獯) са номадска народна група от късната античност, обитавала западната част на Централна Азия през 1 – 5 век в Афганистан, в Трансоксиана под контрола на Кушанската империя и Бактрия (вероятно и на Хунну). Името им вероятно произлиза от средноперсийската дума Xiyon („Hunne“, Хуни).

## История
При но-нови изследвания се предполага, че династията на Кидаритите произлиза от „хунските“ нашественици (Хионитите). Някои изследователи смятат, че Xiyon или хионитите са част от народа Хунну (Xiongnu), който идва от Източна Азия на Запад.
Още от разделянето на хунну на източни и западни по времето на китайския император от династия Хан Уди, известна част хунну живеят свободни на запад от планината Тарбагатай и най-вероятно се смесват с други народи. 44 г. пр.н.е. Шанюй Джиджи влиза в съюз с канглите и с цялото си племе се изселва западно от езеро Балхаш. След обявяването на независимостта на източна хунну от Учжулю кан-иу през 9 г. се счита, че отново са в хунската държава или под неин суверенитет, а след разделянето през 48 г. са в Северна хунну. След разгрома на Северна хунну през 93 г. те с друго племе от Джунгария известно от китайските източници като Янда, Йе-тай или Хиунг ак-хун, a самите те се наричали (Ye-Tha-i-li-dа) се преместват на юг към кушаните, южно от чуйци и се организират в: Северни – „Черни“ отвъд Яксарат (Сър Даря); Южни – „Червени“, Хара Хуна, на юг от Окс (Аму даря) в Бактрия и Хиндукуш; Източни – „Сини“ „небесни“ в Тяншан (Небесни планини) и Западни – „Бели“ Aк-хун (Ye-Tha-i-li-dа) в Хорезм около гр. Хива. Всички те са наричани Хионити.
Разделението по цветове е заимствано от китайците, които обозначавали страните на света така: бял – запад, син— изток, черен – север, червен – юг.
Римският историк Амиан Марцелин ги споменава като Chionitae: Хионитите се намират по времето на персийския сасанидски крал Шапур II (упр. 309 – 379) в региона на Кушан-провинциите, който тогава е владян от персите. През 350 г. тези номади, специално хионитите, нападат Шапур II. След войната хионитите са новите господари на Бактрия с Балх. Тогава тяхен крал е Грумбатес, който се подчинява на Шапур II и участва в обсадата на римската крепост Амида през 359 г. Според Амиан Марцелин при обсадата на Амида през 359 г. хионитите изгорили своите мъртви, за учудване на персите. (Ammian 19,1,7ff.).
Първоначално южните „червени“, наречени по-късно „кидарити“ от основателя на династията им Кидарас – 320 г., са васали на Кушаните. Според арменските източници тяхната столица е в Балх (арменски: Kush, гръцки: Hunuk). През 360 г. Kidara II прави експанзия, като повежда бактрийската част на Hunnе на юг и превзема Кушанската империя на тохарите (кит. юечжи) в Индия.
По времето на предводителя на белите „хиунг ак-хун“ Хингила (430 – 490) и основател на Ефталитската империя, южните „кидарити“ са преместени в 460 – 467 г. от земята им в южната“Червената“ част Балх на северозапад в западната „Бялата“ част Хива (Хорезм). През 467 г. ефталитите (Ye-Tha-i-li-dа) заменят кидаритите като владетели на кушаните и правят своята Ефталитска империя, обединявайки всички хионити.
Съвременни наследници са им шугнанците (хунуни) (тадж. Шуғнон, шугн. Xuγ˘nůn), населяващи Шугнан, който обхваща Горно-Бадахшанска автономна област (ГБАО) на Таджикистан и Афгански Бадахшан, в Памир източно от Бактрия, с численост 110 хил. чов. от тях в Афганистан ок. 25 хил.

## Владетели
- Кидара, ок. 360 – 380
- Саланавира, 5 век
- Винаядития, 5 век